# Grover Cleveland
Stephen Grover Cleveland (1837. március 18. – 1908. június 24.) az Egyesült Államok 22. (1885–1889) és 24. (1893–1897) elnöke. Ő volt az első olyan elnök, aki két nem egymást követő ciklust töltött ki.
Az 1860 és 1912 közötti republikánus dominanciával jellemezhető években egyedülálló módon demokrataként sikerült kétszer is megnyernie az elnökválasztást.
Csodálói méltatják becsületességéért, függetlenségéért, feddhetetlenségéért, és a liberalizmus elveihez való ragaszkodásáért. Bírálói szerint kevés fantáziája volt, és második ciklusában túl sok figyelmet fordított a gazdaságra. Steven Grover Cleveland (a Steven nevet később elhagyta) sokgyermekes vidéki lelkipásztor gyermeke volt. Apja korai halála miatt nem járhatott egyetemre, ezért a fivére által vezetett, vakok számára fenntartott iskolában (New York Cityben) tanított, hogy el tudja tartani családját. Nem sokkal ezután úgy döntött, hogy nyugatra fog vándorolni, az úti cél Cleveland volt (valószínűleg a „névrokonság” miatt), de az egyik nagybátyja, aki a New York állambeli Buffalo városában élt, rábeszélte hogy maradjon nála és állást szerzett neki egy ügyvédi irodában (Cleveland ekkor 18 éves volt).
Keményen dolgozott, míg végül 1859-ben megkapta az ügyvédi oklevelét. Bár különösebb szellemi képességekről vagy fantáziáról sosem tett tanúbizonyságot, de ennek ellenére erkölcsös, dolgos, és megbízható embernek tartották. Amikor egy vádlottat azzal mentegettek előtte, hogy a demokrata párt tagja, ő így vágott vissza: „Azt hiszem, egy demokrata tolvaj semmivel sem jobb egy republikánusnál!”
Nagydarab, testes, „bikanyakú” ember lett belőle, 113 kg-ot nyomott, óriási ökle és nagy bajusza volt, indulatosan, de ennek ellenére igen barátságosan viselkedett. Élete nagy részét agglegényként élte le, idejét leginkább a munkának szentelte, pihenésképpen sörözni és horgászni járt a barátaival.
A polgárháború idején hadkötelessé vált, de mivel ő tartotta el anyját és kisebb testvéreit, egy furcsa, de törvény adta lehetőséggel élt: helyettest vásárolt. 150 dollárt fizetett egy lengyel bevándorlónak, aki bevonult helyette a hadseregbe. Ezután Clevelandet először kerületi ügyészhelyettessé (1863-’65), majd Erie megyei sheriffé választották (1871-’73). Szigorú, tisztességes, és lefizethetetlen köztisztviselőnek bizonyult. Abban az időben, az ítéletek végrehajtója is a sheriff volt, ezért egyszer neki kellett felakasztani két halálraítélt gyilkost. Beosztottjai felajánlották, hogy elvégzik ők a piszkos munkát, de Cleveland úgy gondolta hogy kötelessége elvégezni mindent ami az ő hatásköre, és ő maga nyitotta meg az állványt az elítéltek lábai alatt.
Kilenc évvel ezután Buffalo polgármesterévé választották (1882), majd megvétózta a vállalkozókkal kötött korrupt szerződéseket. Takarékos és tisztességes kormányzatot hozott létre. Jelszava ez volt: „A közhivatal a közösség bizalma!” Egy évvel később már New York állam kormányzója volt , és szembeszállt a pártfőnökökkel, megvétózta azokat a törvényjavaslatokat, amelyek pazarlásra vagy vesztegetésre utaltak, majd aláírta az állam közszolgálati reformtörvényét. Sikerei és nagy népszerűsége miatt a demokrata párt 1884-ben elnökévé választotta. A választáson heves „sárdobálás” folyt. A demokraták publikussá tették a republikánus jelölt, James G. Blaine üzletemberekhez írott leveleit, hogy bizonyítsák korruptságát, a republikánusok pedig közzé tették, hogy Clevelandnek törvénytelen gyereke van. A republikánusok így gúnyolódtak Clevelandről: „Mama, hol a papa? A fehér Házban, ha-ha-ha!” Cleveland választási kampányának vezetői pánikba estek és megkérdezték Clevelandet hogy mit reagáljanak az ügyre, Cleveland csak ennyit mondott: „Mondják el az igazságot!” 
De az igazság távol sem volt olyan egyértelmű, ugyanis Cleveland apasága távol sem volt bizonyos. Az 1870-es évek elején rendszeres látogatója volt egy Buffalo-i kétgyermekes özvegyasszonynak, Maria Crofts Halpinnek, akit azonban Clevelanden kívül még sokan „látogattak”. Amikor Maria 1874-ben fiút szült maga sem tudta hogy kié a gyerek, Oscar Folsomé vagy Grover Clevelandé, ezért Oscar Folsom Clevelandnek keresztelte. Mivel a hölgy férfi látogatói mind házasok voltak , ezért az agglegény Cleveland vállalta magára az apaságot, és árvaházba, majd nevelőszülőkhöz adta a gyereket, akit el kellett vennie alkoholista anyjától.
Válaszként a demokrata párt is összegyűjtött mindent, amivel Blaine-t megvádolhatták, és Cleveland szeme elé tárták a dokumentumokat. Ő megkérdezte segítőtársait hogy összeszedtek e minden használható dokumentumot, majd az „igen” válasz után apró darabokra tépte a dokumentumokat, és a fecniket is elégette. „E választási hadjáratban a mocskolódás legyen a másik fél monopóliuma!”, jelentette ki. Egy meggondolatlan republikánus pap „a rum, a pápizmus és a lázadás pártjának” nevezte a demokratákat. Ezek a meggondolatlan szavak azt eredményezték hogy a felháborodott írek Cleveland mellé álltak, ugyanúgy mint sok reformpárti republikánus. Az egyik reformpárti republikánus így fogalmazott: „Azt mondták nekünk hogy Blaine úr hibákat követett el a hivatalában, de magánélete folttalan, Cleveland úr pedig a hivatali integritás modellje, de bűnös viszonyt folytatott. Ezért Cleveland urat választjuk meg közhivatalra, Blaine urat pedig visszaküldjük a magánéletbe ahol olyan rajongásra méltóan viselkedett” Cleveland nagyon szoros küzdelemben, de megnyerte a választást. És végre beköltözhetett a Fehér Házba amit 24 évvel azelőtt hagyott el az utolsó demokrata párti elnök.
Cleveland egy nagyon „negatív” politikát folytatott. Úgy gondolta hogy a kormánynak nem kell támogatnia a népet, de a népnek támogatnia kell a kormányt. Szerinte nem segélyt kell várni a kormánytól, hanem takarékosságot, becsületességet és igazságosságot. A történészek afféle „negatív elnöknek” nevezik, aki azt gondolta hogy az a feladata, hogy megakadályozza a rosszat a korrupciót és a pazarlást is, de semmit sem kell tennie a „jó” ügyek és a nép támogatásának érdekében.

### Grover Cleveland amerikai papírpénzeken
Grover Cleveland portréja szerepelt az 1914-es szériájú, első Federal Reserve Note típusú amerikai sorozat 20 dolláros címletén. Szintén az ő képmása kapott helyet az 1915-ös National Currency Federal Reserve Bank Note sorozat 20 dollárosán. A két párhuzamosan kibocsátott 20 dolláros előoldala eltért, hátoldala majdnem azonos volt, méretük 187 × 79 mm. 1928-tól kisebb méretű (156 × 67 mm) dollárbankjegyeket hoztak forgalomba, Az a döntés született, hogy Cleveland elnök portréja az 1000 dollárosra kerüljön. 1000 címletből két változat létezett, az 1928-as aranyérmére váltható Gold Certificate államjegy, és a jegybank szerepét betöltő Federal Reserve System 12 fiókbankja által az 1928-as és 1934-es szériákban kibocsátott Federal Reserve Note típusú bankjegy.

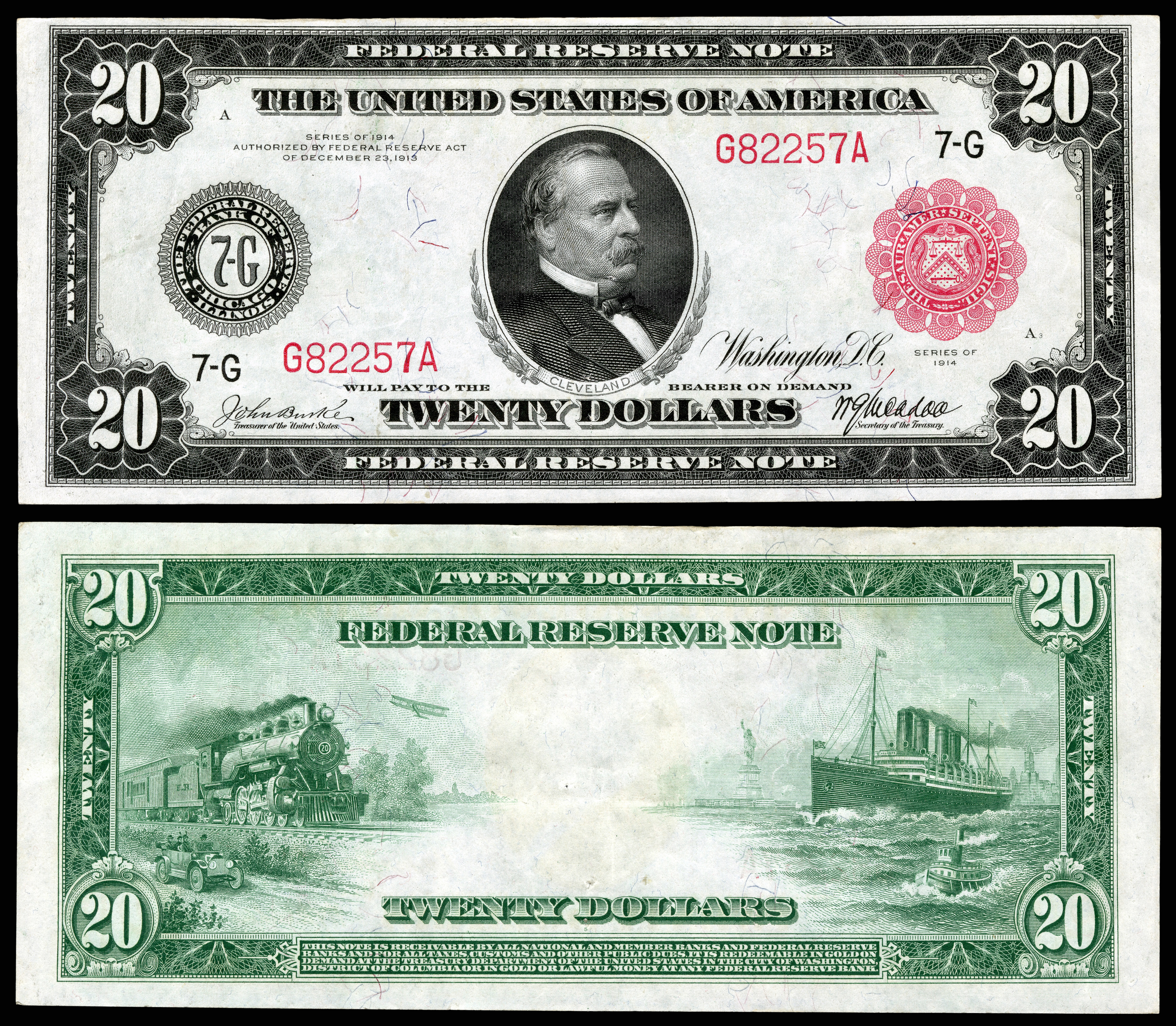
1914-es Federeal Reserve Note típusú, a Federal Reserve Bank of Chicago, Illinois által kiadott 20 dolláros bankjegy Cleveland portréjával, ritkább piros színű kincstári címerrel és sorozatszámokkal.
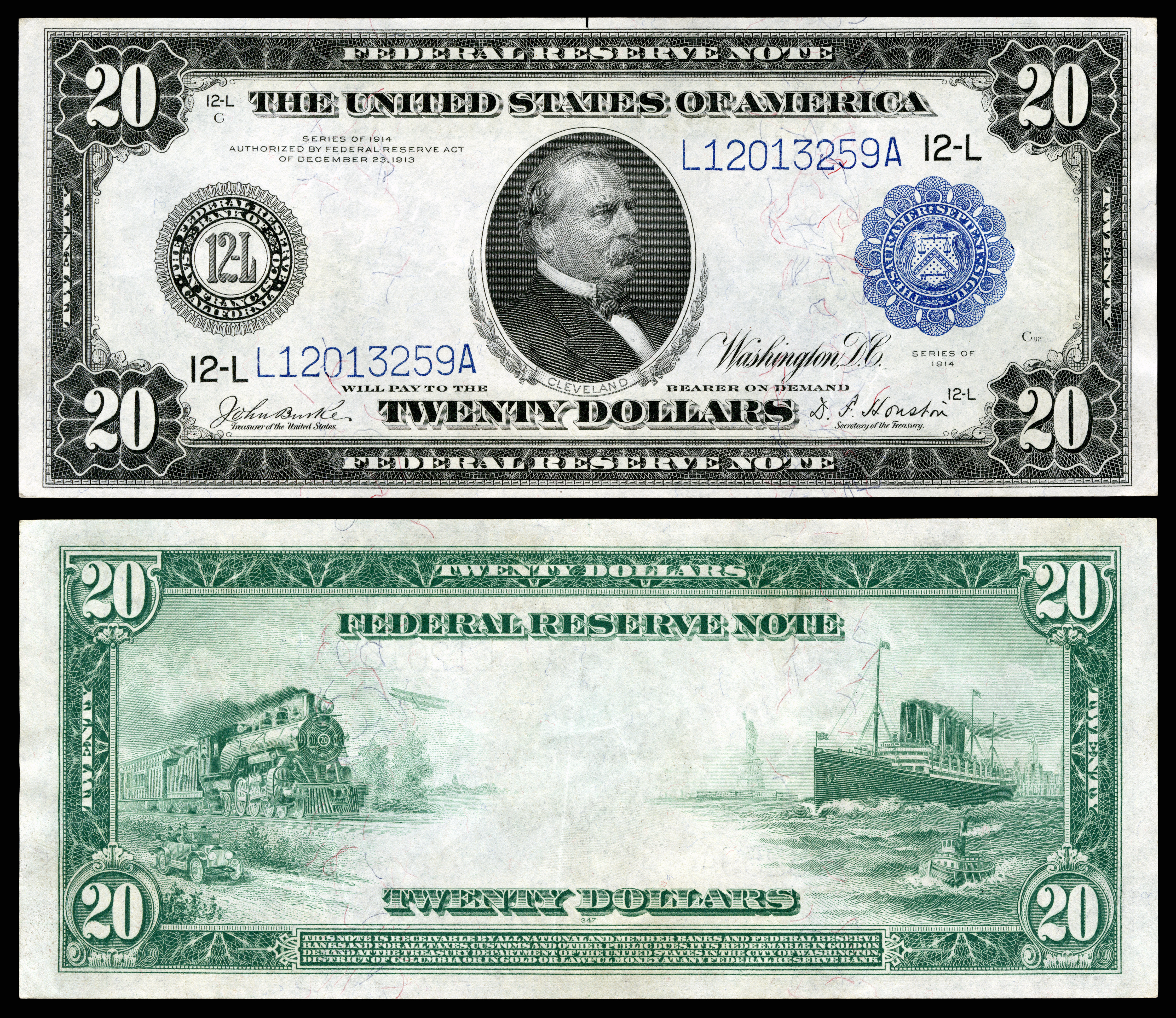
1914-es Federeal Reserve Note típusú, a Federal Reserve Bank of San Francisco, California által kiadott 20 dolláros bankjegy Cleveland portréjával, gyakoribb kék színű kincstári címerrel és sorozatszámokkal.
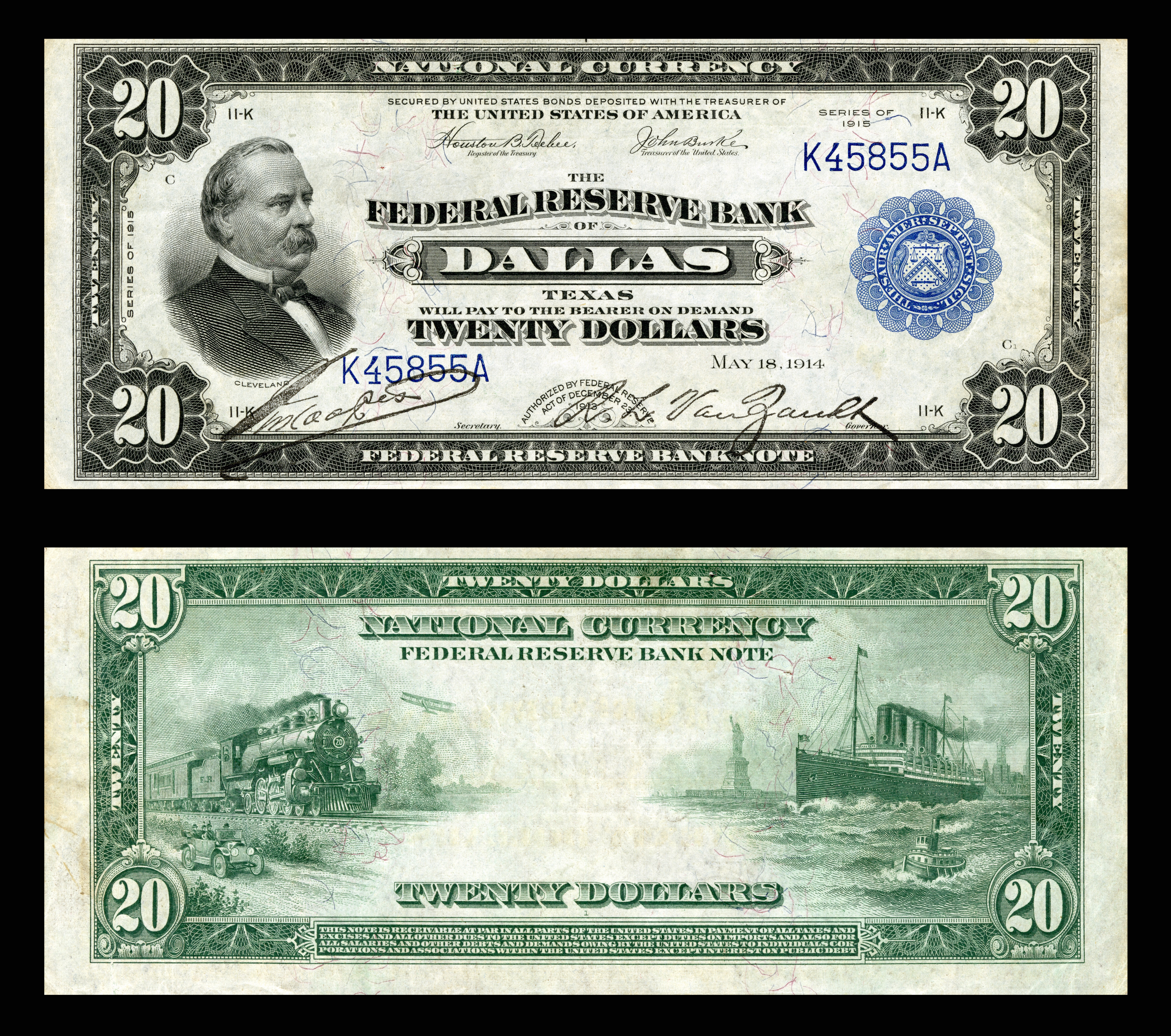
1915-ös National Currency Federeal Reserve Bank Note típusú, a Federal Reserve Bank of Dallas, Texas által kiadott 20 dolláros bankjegy Cleveland portréjával.
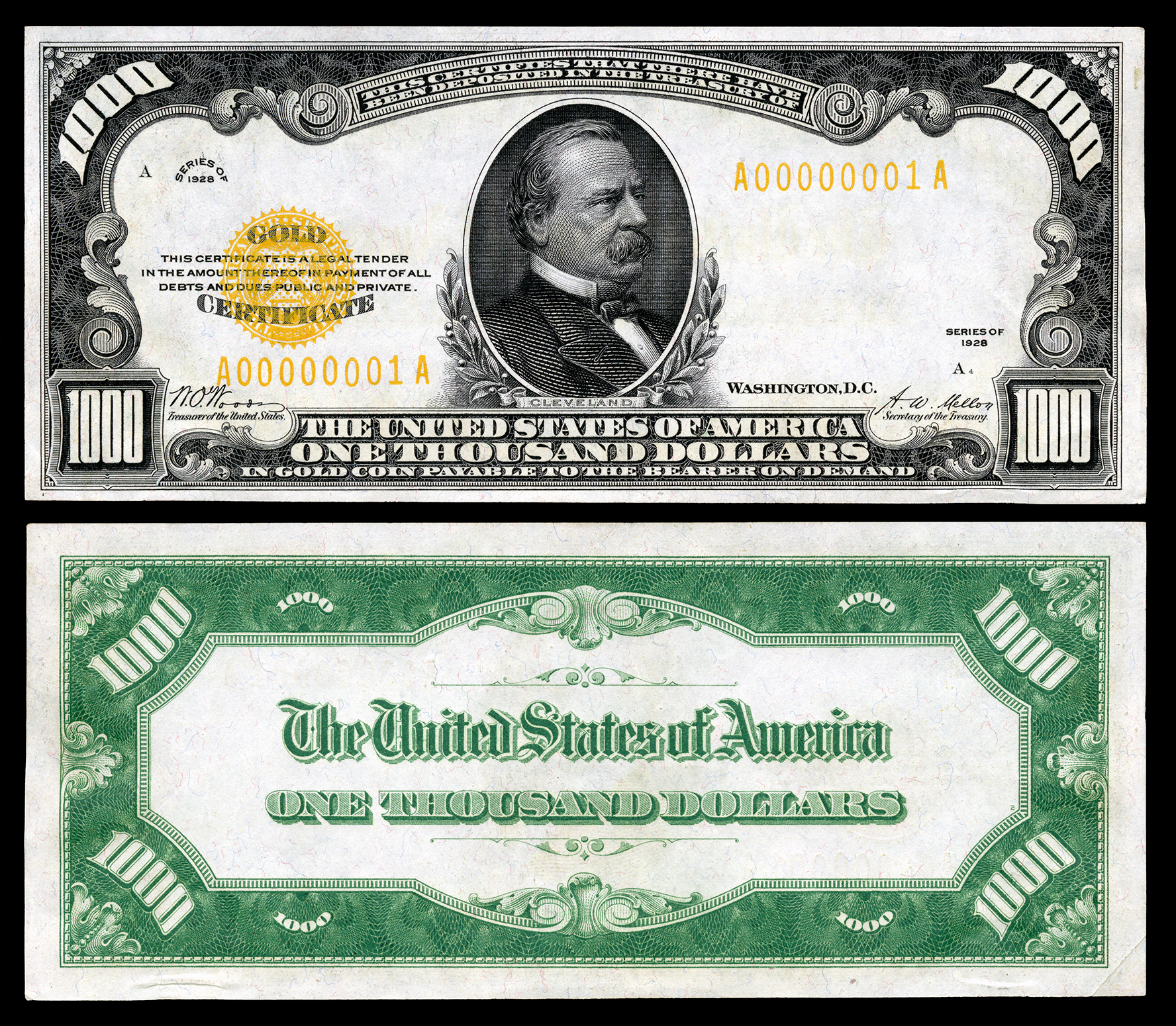
1928-as Gold Certificate típusú, aranyérmékre váltható 1000 dolláros államjegy Cleveland portréjával.
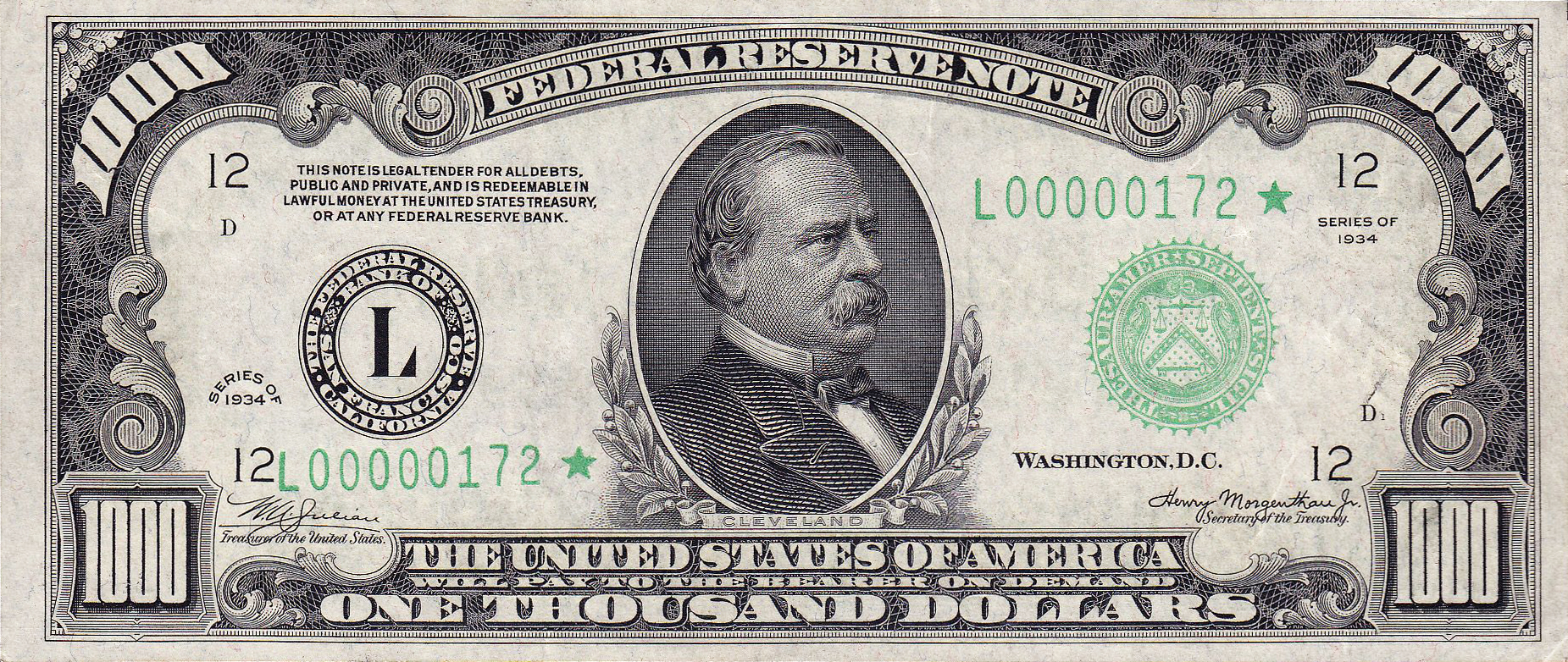
1934-es szériájú Federal Reserve Note típusú, a Federal Reserve Bank of San Francisco, California által kiadott 1000 dollároa bankjegy Cleveland portréjával.

| Elődje: Chester A. Arthur | Az Amerikai Egyesült Államok elnöke 1885. március 4. – 1889. március 3. | Utódja: Benjamin Harrison |

| Elődje: Benjamin Harrison | Az Amerikai Egyesült Államok elnöke 1893. március 4. – 1897. március 3. | Utódja: William McKinley |